# Max Hofmann (Heimatdichter)

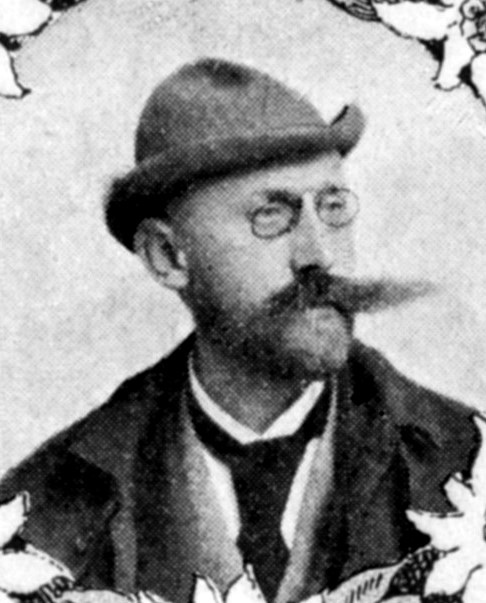
Max Hofmann um 1898

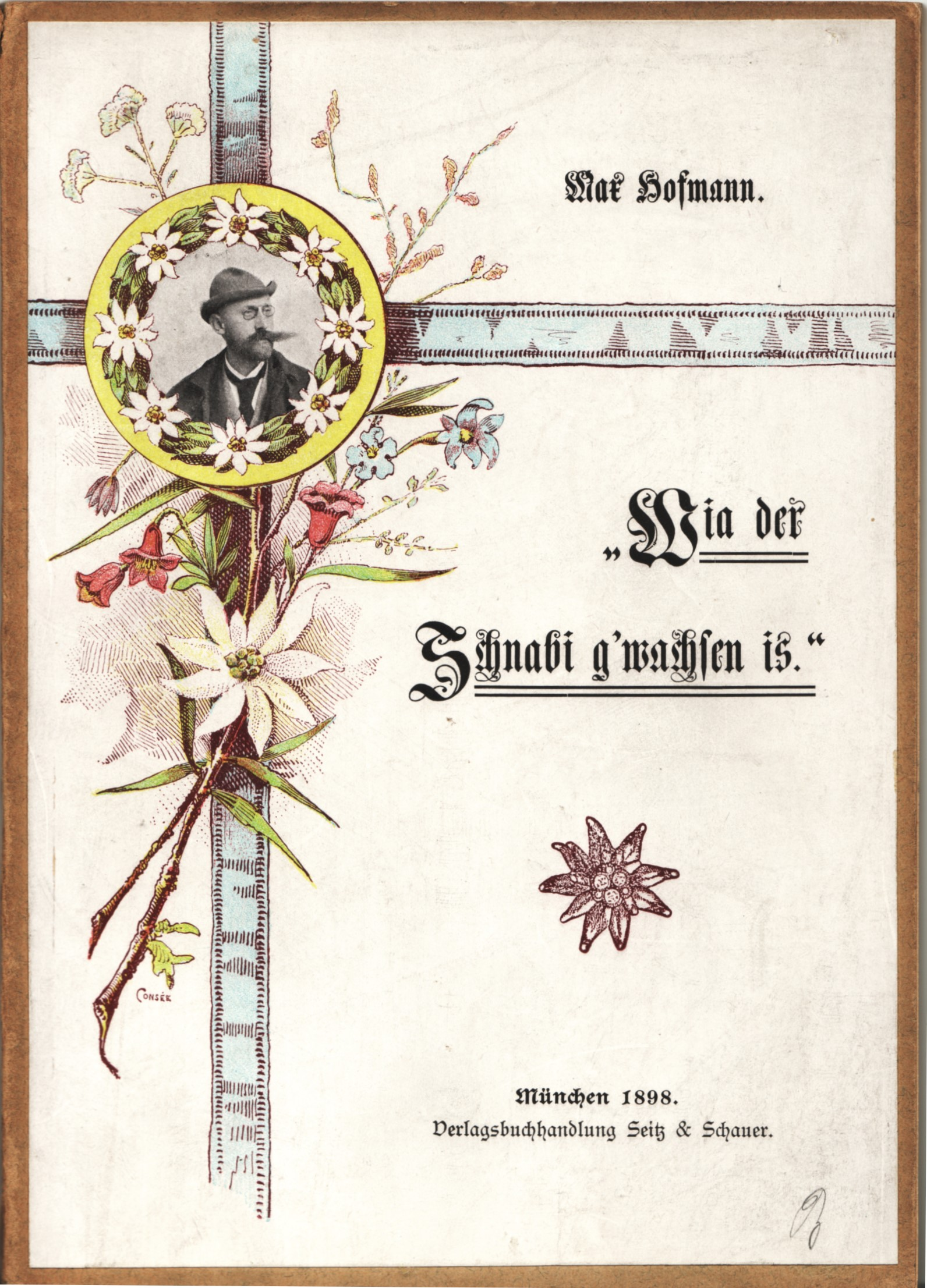
Titelblatt von Wia der Schnabi g'wachsn is (1898)

Max Hofmann (* 27. Juli 1861 in Mering; † 21. Mai 1931 in München) war ein deutscher Heimatdichter, der seine Werke in oberbayerischer Mundart verfasste.

## Leben
Max Hofmann wurde als Sohn des Bahnmeisters Valentin Hofmann in Mering geboren. Er wuchs in Sauerlach und Landsberg am Lech auf, wohin sein Vater versetzt wurde. 1873/74 besuchte er die Lateinschule, das Gymnasium bei St. Stephan in Augsburg. Nach dem Besuch der Präparandenanstalt in Landsberg 1876/77, der Ausbildung zum Lehrer am Seminar in Freising 1877–79 und dem Vorbereitungsdienst wurde er nach abgelegter Anstellungsprüfung 1883 Lehrer in München, wo er an der Knabenschule in der Schwindstraße unterrichtete. 1898 und 1901 veröffentlichte er zwei erfolgreiche Gedichtbände in oberbayerischer Mundart und war Mitglied eines lockeren Zusammenschlusses von in München ansässigen Dialektdichtern, dem Aloys Dreyer vorstand, und dem u. a. Elise Beck, Fritz Druckseis und Wilhelm Dusch angehörten.
Hofmann scheint auch an der damals im Entstehen begriffenen Motorluftschiffahrt sachkundig interessiert gewesen zu sein. Er vertrieb offensichtlich im Auftrag von Joseph Hofmann in Genf eine patentierte „Steuervorrichtung für Drachenflieger“.
Er war als Schriftsteller und Hauptlehrer, zuletzt Oberlehrer, in der Adalbertstraße 49 in München ansässig. Hofmann war seit 1884 mit Maria Voitenleitner verheiratet. 1926 wurde er in den Ruhestand versetzt und verstarb fünf Jahre später im Alter von 69 Jahren in München.

## Werke
- Wia der Schnabi g'wachsen is, Verlag Seitz und Schauer, München 1898
- Weil’s gleich is – Gedichte in oberbayerischer Mundart, Verlag von Josef Deschler, München 1901.